# Мингажетдинов, Марат Халяфович
Мара́т Халя́фович Мингажетди́нов (баш. Минһажетдинов Марат Хәләф улы) (18 мая 1934, д. Кубагушево, Учалинский район, БАССР — 2 июля 1972) — советский башкирский литературовед и фольклорист. Кандидат филологических наук.
Составитель трёх томов сказок для свода «Башкирское народное творчество» («Башҡорт халыҡ ижады»), соавтор «Истории башкирской советской литературы» (ч.2. Уфа, 1966), ряда учебных программ, учебников по курсу баш. литературы для вузов и школ.
В 1977 году был выдвинут на соискание государственной премии имени Салавата Юлаева, но не получил её.
С 1962 до смерти, в 1972 преподавал в Башкирском государственном университете (ныне Уфимский университет науки и технологий).

## Образование
- 1959 — Историко-филологический факультет Башкирского государственного университета (ныне Уфимский университет науки и технологий).

## Семья
Жена - Мингажетдинова Неля Садыковна (1937-2017, дочь писателя Максуда Сюндюкле), сын - Фуат (1962-2016).
Жена- Мингажетдинова Хамида Хабибовна (1947). Дочь- Юмагужина Тансулпан Маратовна (1971), сын- Мингажетдинов Айтуган Маратович (1972-2015)

## Память
В 1994 году по решению администрации Учалинского района и города Учалы Башкортостана учреждена ежегодная премия им. М. Х. Мингажетдинова лучшему учителю года.